# Fantasía (psicología)

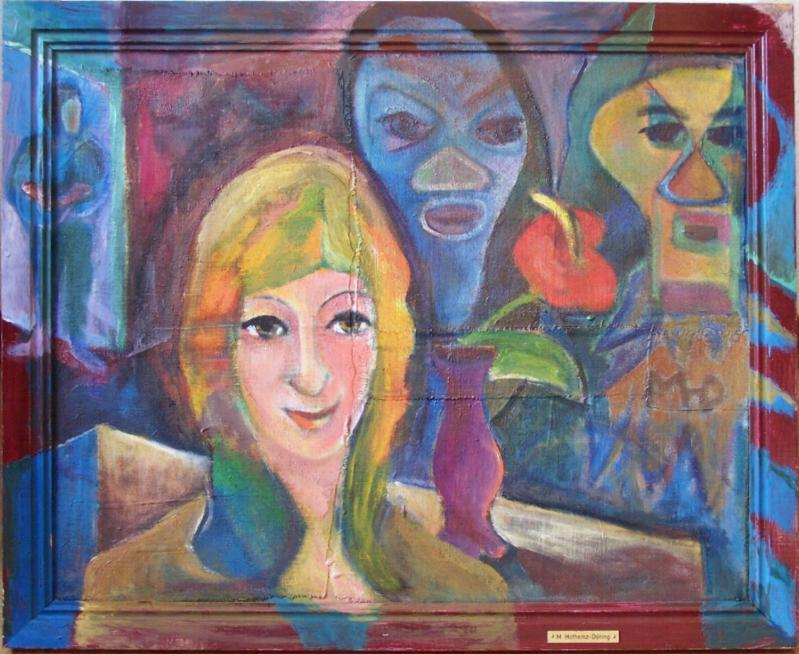
Psychic mystery de Margret Hofheinz-Döring (1910-1994).

El término fantasía se emplea ampliamente en un sentido psicológico para cubrir dos sentidos diferentes: consciente e inconsciente.

## Fantasía
En la vida cotidiana, las personas a menudo encuentran que sus pensamientos siguen una serie de fantasías sobre las cosas que les gustaría hacer o desear haber hecho, fantasías de control o de la elección soberana, ensueños.
Vaillant en su estudio de los mecanismos de defensa tomó como ejemplo central de "una defensa de inmaduros ... la fantasía - que viven en un mundo de sueños en el que te imaginas exitoso y popular, en lugar de hacer verdaderos esfuerzos para hacer amigos y tener éxito en un trabajo ". La fantasía, cuando se lleva al extremo, es un rasgo común de trastorno narcisista de la personalidad, y sin duda, Vaillant encontró que ni una sola persona que utiliza una gran cantidad de fantasía tenía amigos cercanos.
Otros investigadores y teóricos habrán de descubrir que la fantasía tiene elementos positivos -. Proporciona "regresiones pequeñas y compensatorias y cumplimiento de deseos que son, en efecto reparadores". Las investigaciones realizadas por Deirdre Barrett da informes de que las personas difieren radicalmente en la intensidad, así como la frecuencia de la fantasía, y que aquellos que tienen la vida de fantasía más elaboradamente desarrollada a menudo son las personas que hacen uso productivo de su imaginación en el arte, la literatura, o por ser muy creativos e innovadores en las profesiones más tradicionales.

## Trastorno de la personalidad narcisista
Dos características de una persona con trastorno de personalidad narcisista son:
- Un patrón general de megalomanía (en fantasía o comportamiento, amor obsesivo).
- Está preocupado por fantasías de éxito ilimitado, poder, brillantez, belleza o amor ideal.

## Freud y sueños

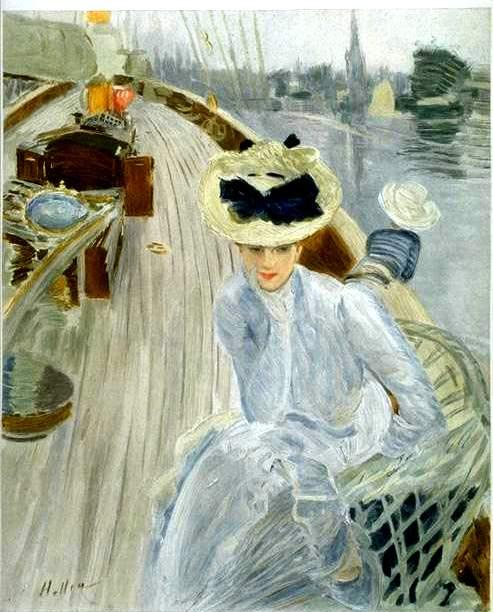
Rêverie (Ensueños), 1901, de Paul César Helleu.

Una visión igualmente positiva de la fantasía fue tomada por Sigmund Freud. Consideró que los hombres y las mujeres no pueden subsistir en la satisfacción escasa que puede arrancar a la realidad. "Simplemente no podemos prescindir de construcciones auxiliares", como Theodor Fontane dijo una vez ... [sin] insistir en realizaciones de deseos imaginarios.
A medida que la adaptación infantil al principio de la realidad se desarrolla, entonces también 
una especie de actividad de pensamiento se divide; se mantuvo libre de la prueba de realidad y permaneció subordinada al principio del placer solamente.  Esta actividad es fantasear... continuó como soñar despierto. Él comparó phantasising como a la manera de una "reserva natural que conserva su estado original en el que todo ... incluyendo lo que es inútil e incluso lo que es nocivo, puede crecer y proliferar, como le plazca."
Los sueños de Freud fueron, pues, un recurso valioso. "Estos sueños los días fueron investidos con una gran cantidad de intereses; que están bien apreciado por el tema y que normalmente se ocultan con una gran dosis de sensibilidad ... esas fantasías pueden ser inconscientes tan bien como conscientes. A su juicio, "Estas fantasías incluyen una gran parte de la verdadera esencia constitucional de la personalidad del sujeto" y que el hombre lleno de energía "es aquel que tiene éxito por sus esfuerzos en convertir sus fantasías de deseo en una realidad", mientras que el artista puede transformar sus fantasías en creaciones artísticas en lugar de síntomas ... el destino de la neurosis.

## El principio de la fantasía
La intersubjetividad posmoderna del siglo XXI ha visto un nuevo interés en la fantasía como una forma de comunicación interpersonal. Aquí, se nos dice, "Tenemos que ir más allá del principio del placer, el principio de realidad, y la compulsión a la repetición de ... el principio de la fantasía '- no', como lo hizo Freud, reducir las fantasías a los deseos de ... [pero tenga en cuenta] todas las demás emociones imaginables », y por lo tanto prever fantasías emocionales como un posible medio de ir más allá de los estereotipos a las formas más matizadas de relación personal y social.
Esta perspectiva "ve las emociones como un elemento central para el desarrollo de fantasías sobre la otra que no están determinados por tipificaciones colectivas".